# 2645 Daphne Plane
2645 Daphne Plane (1976 QD) là một tiểu hành tinh vành đai chính được phát hiện ngày 30 tháng 8 năm 1976 bởi Helin, E. F. ở Palomar.